# ロス・アンヘレス
ロス・アンヘレス（Los Ángeles）とは、チリ共和国のビオビオ州のビオビオ県の県都である。南アメリカ大陸の南西部、チリ中部のやや南寄りに位置しているものの、太平洋には面していない内陸部の都市である。ロサンヘレスとも表記される。

## 概要
ロス・アンヘレスは、おおよそ南緯37度28分、西経72度21分付近に位置している。2002年現在の人口は12万3445人であった

。
都市圏全体では、同じく2002現在、16万6556人であり、このうち、男性が8万1863人、女性が8万4693人であった

。
また町の面積は、約1748.2km2である

。
したがって、2002年現在の人口密度は1km2当たり、約95.27人である。なお、1992年から2002までで人口が2万6021人も増えており、この間の人口増加率は、18.5％にも及ぶ

。

## 地理
ロス・アンヘレスは、ビオビオ川（町の南を流れる）とラハ川（町の北を流れる）の間に存在し、町の北にはラハの滝がある。また、この町から東に約100kmほどの所はアンデス山脈の山々が連なっていて、標高2979mのアントゥコ山と言う成層火山として誕生した山も存在する

。この山の付近はLaguna del Laja 国立公園に指定されており、ロス・アンヘレスは、この国立公園を観光するための玄関口としての役割も果たしている。

## 気候
ロス・アンヘレスの夏季は少雨で乾燥し、冬季に降雨が集中する。
| ロス・アンヘレスの気候 | ロス・アンヘレスの気候 | ロス・アンヘレスの気候 | ロス・アンヘレスの気候 | ロス・アンヘレスの気候 | ロス・アンヘレスの気候 | ロス・アンヘレスの気候 | ロス・アンヘレスの気候 | ロス・アンヘレスの気候 | ロス・アンヘレスの気候 | ロス・アンヘレスの気候 | ロス・アンヘレスの気候 | ロス・アンヘレスの気候 | ロス・アンヘレスの気候 |
| 月                     | 1月                    | 2月                    | 3月                    | 4月                    | 5月                    | 6月                    | 7月                    | 8月                    | 9月                    | 10月                   | 11月                   | 12月                   | 年                     |
| ---------------------- | ---------------------- | ---------------------- | ---------------------- | ---------------------- | ---------------------- | ---------------------- | ---------------------- | ---------------------- | ---------------------- | ---------------------- | ---------------------- | ---------------------- | ---------------------- |
| 平均最高気温 °C （°F） | 29 (84)                | 29 (84)                | 26 (78)                | 20 (68)                | 16 (60)                | 13 (55)                | 12 (54)                | 13 (56)                | 16 (60)                | 19 (67)                | 25 (77)                | 28 (83)                | 20.5 (68.8)            |
| 平均最低気温 °C （°F） | 11 (52)                | 11 (51)                | 9 (49)                 | 7 (45)                 | 6 (43)                 | 4 (40)                 | 3 (38)                 | 4 (39)                 | 4 (40)                 | 6 (42)                 | 8 (46)                 | 10 (50)                | 6.9 (44.6)             |
| 降水量 mm （inch）     | 23 (0.9)               | 15 (0.6)               | 30 (1)                 | 61 (2.4)               | 250 (10)               | 163 (6.4)              | 163 (6.4)              | 150 (5.9)              | 122 (4.8)              | 38 (1.5)               | 23 (0.9)               | 38 (1.5)               | 1,076 (42.3)           |
| 出典：Weatherbase      |                        |                        |                        |                        |                        |                        |                        |                        |                        |                        |                        |                        |                        |

## 歴史
ロス・アンヘレスの町が作られたのは、1739年のことである。この町は、元々アラウコ戦争の際に、スペイン側の前線の砦として築かれた。以降、この町は、スペイン軍が先住民のマプチェ族を侵略し、征服し、この地域を植民地化するための軍事行動のために、幾度も改造が行われていった。そして、この町の南側を流れているビオビオ川を、スペインの国境として維持していた時期もあった。